# Whitney (serie de televisión)
Whitney fue una serie estadounidense que se estrenó en la NBC el 22 de septiembre de 2011. El programa fue protagonizado por la actriz Whitney Cummings (basado en su experiencias de vida y sus rutinas de comedia). El 25 de septiembre de 2011, el piloto de Whitney fue estrenado en varias redes de Universal, incluyendo Oxygen, E!, Style y Bravo;! El 11 de mayo de 2012, NBC renovó la serie para una segunda temporada.

## Argumento
Trata sobre la relación entre los protagonistas, que son una chica soltera y su novio, quienes tienen una feliz relación desde hace tres años. La comedia está ambientada en Chicago. Whitney Cummings interpreta a una versión ficticia de sí misma.

## Personajes
- Whitney (Whitney Cummings) es fotógrafa. Su novio es Alex y sus mejores amigas son Lily y Roxanne.
- Alex (Chris D'Elia) es el novio de Whitney. Es amigo de Neal y, sobre todo, Mark. Es fanático del hockey.
- Lily (Zoe Lister-Jones) es la esposa de Neal. Ella es amiga de Whitney y Roxanne. Al contrario de la relación de Whitney, ella se lleva sin problemas con Neal.
- Neal (Maulik Pancholy) es el marido de Lily. Es amigo de Alex y Mark
- Roxanne (Rhea Seehorn)  es la solterona del grupo entre Lily y Whitney. Aunque parezca que cuando quiere un novio no consigue la química, llevó y lleva de novia a un sujeto llamado Lance (quien no aparece en la serie, pero es mencionado varias veces).
- Mark (Dan O'Brien) es también soltero, en realidad, nunca tiene relaciones duraderas, pero se nota que es coquetón con las mujeres. Es amigo de Neal y Alex y, al igual que este último, le gusta el Hockey y se masturba también.

## Episodios
| Temporada | Episodios | Canadá                   | Canadá | Estados Unidos           | Estados Unidos      | Hispanoamérica      | Hispanoamérica |
| Temporada | Episodios | Comienzo                 | Final  | Comienzo                 | Final               | Comienzo            | Final          |
| --------- | --------- | ------------------------ | ------ | ------------------------ | ------------------- | ------------------- | -------------- |
| 1         | 22        | 19 de septiembre de 2011 |        | 22 de septiembre de 2011 | 28 de marzo de 2012 | 06 de marzo de 2012 |                |
| 2         | 16        |                          |        | 14 de noviembre de 2012  | 27 de marzo de 2013 | N/A                 | N/A            |